# Lasioptera portulacae
Lasioptera portulacae är en tvåvingeart som beskrevs av Cook 1911. Lasioptera portulacae ingår i släktet Lasioptera och familjen gallmyggor. Inga underarter finns listade i Catalogue of Life.